# Beli Indijanac
Beli indijanac јe 2. epizoda seriјala Mali rendžer (Kit Teler) premijerno objavljena u Italiji pod nazivom L'indiano bianco, koja u izdanju Serđo Boneli Editore 1958. godine. Epizoda je najpre objavljivana u kaiševima, a potom je počela ponovo da izlazi u sveskama 1963. godine. Ova epizoda objavljena je kao sveska u januaru 1964. godine. Naslovna strana se odnosi na sveske, ne na kaiševe. Sveska je koštala 200 lira (0,32 $; 1,27 DEM). Epizodu je nacrtao Francesko Gamba, a scenario napisao Andrea Lavezzolo.

## Prvo objavljivanje u bivšoj Jugoslaviji
Epzioda je prvi put objavljena u bivšoj Jugoslaviji u Zlatnoj seriji #84 pod nazivom Vešala čekaju 1971. godine. Reprizirana je u LMS #699 pod nazivom Sinu za ljubav 1986. godine, te u LMS-711 Sablasni jahač 1987. godine.

## Reprize u Hrvatskoj
U Hrvatskoj je ovu epizodu izdao Van Gogh, u aprilu 2006. godine, a Ludens u januaru 2014. godine.